# 정부보증채
정부보증채(政府保證債)는 채권 발행에 있어서 원금변제, 이자지불을 정부가 보증하는 것을 가리키는 단어이다. 예컨대 한전, 해운공사 및 각 보험회사, 특수법인이 발행하고 있는 채권이 이 것이다. 인수함에 있어서는 증권회사 외에 은행도 인정하고 있는데, 이 점이 사업체와 다르다.

## 같이 보기
- 국채
- 지방채
- 특수채
- 보증채